# Gilles Durance
Gilles Durance is een stripreeks van de Franse schrijver en tekenaar Callixte, het pseudoniem van Damien Schmitz.

## Inhoud
De hoofdfiguur uit de serie is een voormalig Frans gevechtsvlieger, die eind jaren zestig met zijn kleine civiele vliegmaatschappij namens de Franse geheime dienst de wereld over reist. De verhalen spelen tegen de achtergrond van internationale conflicten tijdens de Koude Oorlog.

## Albums
| Nr. | Album titel                                           | Jaar uitgave                     |
| --- | ----------------------------------------------------- | -------------------------------- |
| 1   | De witte bommenwerper (Frans: Le bombardier blanc)    | 2014 (in het Nederlands in 2018) |
| 2   | Catalina in zwaar weer (Frans: Catalina mon amour)    | 2016 (in het Nederlands in 2019) |
| 3   | De vlucht van de Concorde (Frans: Le vol du Concorde) | 2017 (in het Nederlands in 2020) |
| 4   | Bloedrode vleugels (Frans: Ailes de sang)             | 2018 (in het Nederlands in 2021) |